# Peregrinação (Bahá'í)
A peregrinação Bahá'í é a prática de visitar locais sagrados da Fé Bahá'í que se localizam no Centro Mundial Bahá'í, a Noroeste de Israel. Em Haifa, Akká, e Bahjí. Os Bahá'ís não tem acesso aos outros lugares designados como locais de peregrinação.
Bahá'u'lláh prescreve a peregrinação no Kitáb-i-Aqdas a dois lugares: a Casa de Bahá'u'lláh em Bagdá, e a Casa do Báb em Shiráz. É obrigatório fazer peregrinação se tiver recursos, e se não houver nenhum obstáculo. Os Bahá'ís são livres para escolher entre as duas casas. Posteriormente, 'Abdu'l-Bahá designou o Santuário de Bahá'u'lláh em Bahjí (o Qiblih) como lugar de visitação.
Os lugares destinados a peregrinação não é acessível para a maioria dos Bahá'ís, pois se localizam no Iraque e Irã, e os Bahá'ís atualmente dizem sobre a peregrinação, referindo-se a uma visita de nove dias que ocorre no Centro Mundial Bahá'í em Haifa e Akká. Essa peregrinação de nove dias não substitui a visita aos dois locais de peregrinação, entende-se que a peregrinação à Casa do Báb e a Casa de Bahá'u'lláh poderá ocorrer no futuro.